# Corriol anellat gros

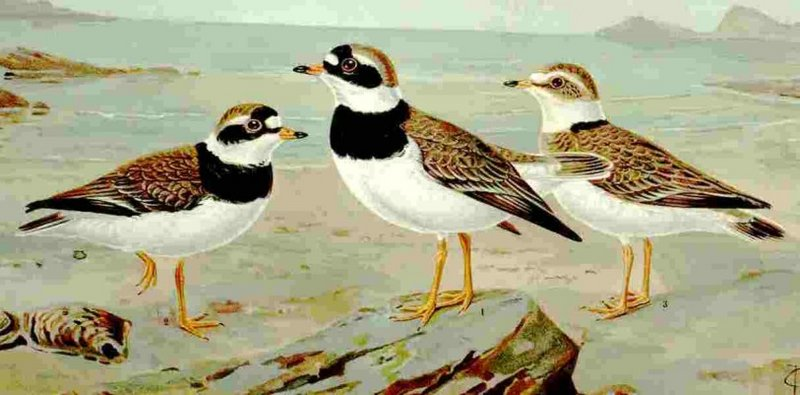
Il·lustració de corriols grossos (circa 1905).

El corriol gros o picaplatges gros i passarius a les Balears (Charadrius hiaticula) és una espècie d'ocell de l'ordre dels caradriformes més gros que el corriol petit, molt actiu i de vol ràpid.

## Noms d'Espanya
- Chorlitejo grande (castellà)- Txirritxo handi (basc) - Pildora de colar (gallec).

## Morfologia
- Fa 19 cm de llargària i 35-41 cm d'envergadura alar.
- Pes 54 -75 grams.
- Té de 5 - 10 anys de vida.
- Té el cap blanc i negre, amb una taca negra que comença al bec -que és de color groc amb la punta negra- i segueix fins a darrere de l'ull.
- Té les potes de color groc.
- També es diferencia del corriol petit en la franja alar blanca que aquest no mostra en vol.
- Li agrada volar en bandades.

## Subespècies
- Charadrius hiaticula hiaticula
- Charadrius hiaticula psammodroma
- Charadrius hiaticula tundrae
- Charadrius hiaticula harrisoni
- Charadrius hiaticula kolymensis

## Reproducció
Nia a terra a la tundra àrtica del nord d'Euràsia i d'Amèrica. L'ou és de color marró clar amb taques de diferents mides i fa 32-39,6 x 22,8-28,5 mm. Fa una o dues postes a l'any que acostumen a ésser de 4 ous que són covats per tots dos progenitors durant unes 3-4 setmanes.

## Alimentació
Menja insectes, mol·luscs, crustacis, cucs i matèria vegetal.

## Distribució geogràfica
Viu a tota la costa atlàntica, i part de la mediterrània, europea i de l'Àfrica del Nord. Cria a Euràsia, Groenlàndia, nord-est del Canadà i la costa atlàntica europea fins als Països Baixos i les Illes Britàniques. Hiverna a la península Ibèrica (sobretot a Andalusia i a la costa de la Mar Cantàbrica). També n'hi ha a les Canàries.
Al Principat de Catalunya i a les Balears només el veiem a vegades, a la costa, en migració. Se'n poden trobar alguns que hivernen a les platges, maresmes o llocs semblants del Delta de l'Ebre i, molt de tant en tant, en marges de rius.